# Gare de Bitschwiller
Gare de Bitschwiller – przystanek osobowy w miejscowości Bitschwiller-lès-Thann, w departamencie Górny Ren, w regionie Grand Est, we Francji. Jest zarządzany przez SNCF i obsługiwany przez pociągi TER Grand Est.

## Położenie
Znajduje się na linii Lutterbach – Kruth, na km 17,857 między stacjami Thann-Saint-Jacques i Willer-sur-Thur, na wysokości 360 m n.p.m.

## Linie kolejowe
- Linia Lutterbach – Kruth